# Sete cumes
Os sete cumes são as montanhas mais altas de cada continente, onde a Antártida entra na lista e a América se encontra separada em América do Norte e América do Sul. Atribui-se a Richard Bass o título de primeiro explorador a completar o desafio.

## Lista
A primeira lista dos Sete Cumes foi criada por Richard Bass, que escolheu a montanha mais alta do continente Austrália, o Monte Kosciuszko  (2.228 m), para representar mais alto do continente Australásia. Reinhold Messner postulou outra lista substituindo o Monte Kosciuszko, pelo Puncak Jaya na Indonésia, ou Pirâmide Carstensz (4.884 m). As listas de Bass e Messner não incluem o Mont Blanc. Do ponto de vista do montanhismo, a lista Messner é a mais desafiadora.
| Imagem | Pico             | Lista de Bass | Lista de Messner | Elevation           | Proeminência        | Continente       | Cordilheira             | País           | Primeira subida |
| ------ | ---------------- | ------------- | ---------------- | ------------------- | ------------------- | ---------------- | ----------------------- | -------------- | --------------- |
|        | Monte Everest    | ✔             | ✔                | 8 848 m (29 029 pé) | 8 848 m (29 029 pé) | Ásia             | Himalaia                | Nepal / China  | 1953            |
|        | Aconcágua        | ✔             | ✔                | 6 961 m (22 838 pé) | 6 961 m (22 838 pé) | América do Sul   | Andes                   | Argentina      | 1897            |
|        | McKinley         | ✔             | ✔                | 6 194 m (20 322 pé) | 6 144 m (20 157 pé) | América do Norte | Cordilheira do Alasca   | Estados Unidos | 1913            |
|        | Kilimanjaro      | ✔             | ✔                | 5 895 m (19 341 pé) | 5 885 m (19 308 pé) | África           | –                       | Tanzânia       | 1889            |
|        | Monte Elbrus     | ✔             | ✔                | 5 642 m (18 510 pé) | 4 741 m (15 554 pé) | Europa           | Cordilheira do Cáucaso  | Rússia         | 1874            |
|        | Monte Vinson     | ✔             | ✔                | 4 892 m (16 050 pé) | 4 892 m (16 050 pé) | Antártica        | Cordilheira Sentinel    | –              | 1966            |
|        | Puncak Jaya      |               | ✔                | 4 884 m (16 024 pé) | 4 884 m (16 024 pé) | Australásia      | Cordilheira Sudirman    | Indonésia      | 1962            |
|        | Monte Kosciuszko | ✔             |                  | 2 228 m (7 310 pé)  | 2 228 m (7 310 pé)  | Austrália        | Cordilheira australiana | Austrália      | 1840            |